# Marian Price
Marian Price (Belfast, 1954), també coneguda Marian McGlinchey, és una històrica activista republicana nord-irlandesa, voluntària de l'Exèrcit republicà irlandès provisional (IRA, IRA Provisional o PIRA) durant el conflicte nord-irlandès la dècada de 1970, germana de la també coneguda militant Dolours Price.
Price va ser empresonada per la seva participació en la col·locació de cotxes bomba que l'IRA va fer a Londres el 8 de març de 1973. Un avís anterior a les explosions no va aturar l'explosió davant la Cort d'Old Bailey, que va causar 243 ferits. Marian va ser detinguda el mateix dia juntament a la seva germana Dolours Price, Hugh Feeney, Gerry Kelly, i sis persones més, quan ja eren a l'avió que els havia de tornar a Belfast. Van ser jutjats i condemnats al Gran Saló del Castell de Winchester el 14 de novembre després de dos dies de deliberació per part del jurat. Les germanes Price, juntament amb Kelly i Feeney, van iniciar una vaga de fam per demanar el seu trasllat a una presó d'Irlanda del Nord. La vaga de fam va durar més de 200 dies, i les autoritats penitenciàries van alimentar de manera forçada els vaguistes. Marian va ser alliberada el 1980 i va reprendre una vida privada.

## Oposició als acords de pau

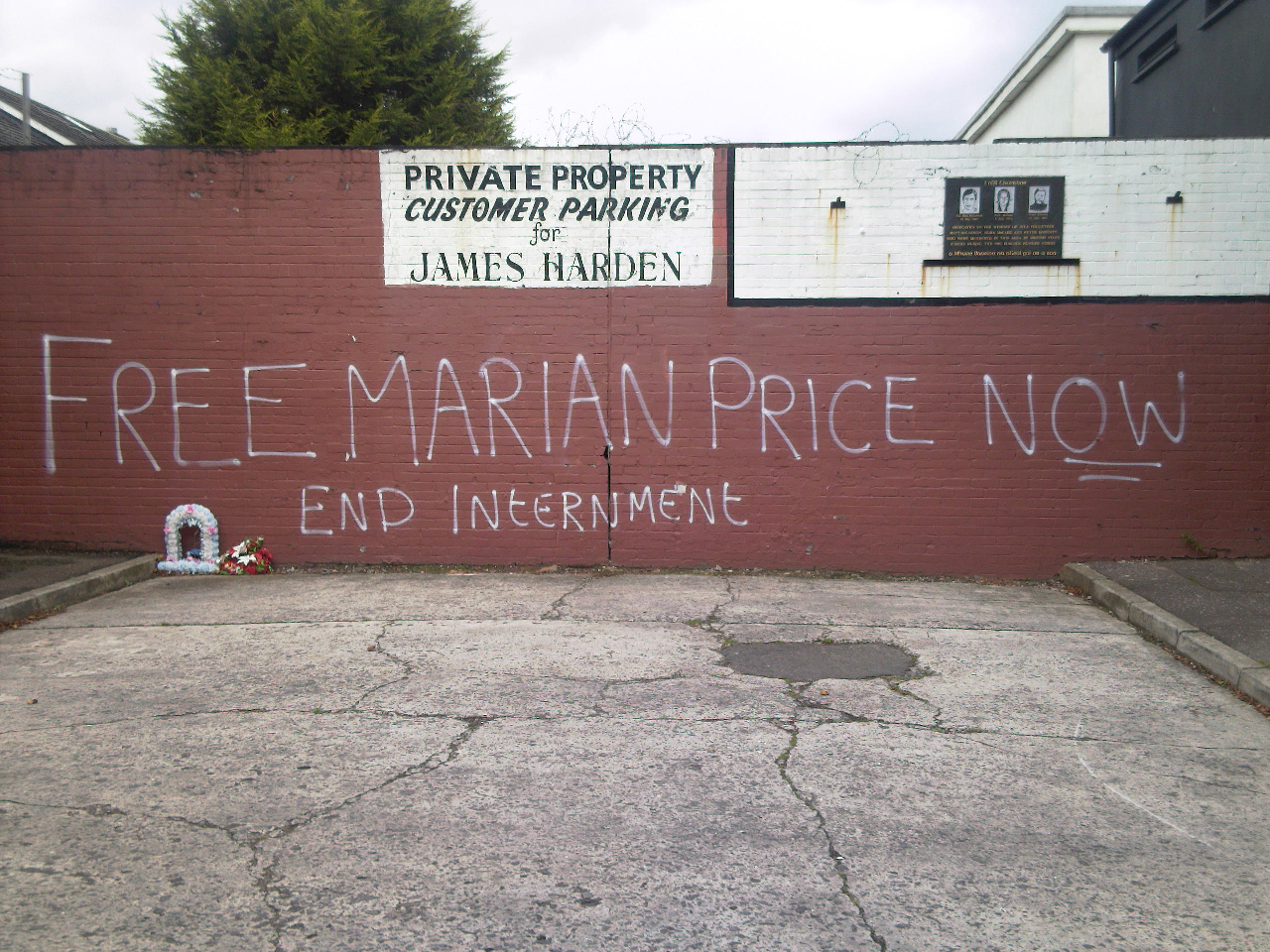
Pintada a Falls Road, Belfast, reclamant la llibertat de Marian Price després del seu empresonament l'any 2011

Els anys 90 es va oposar a l'estratègia del Sinn Féin i l'Acord de Divendres Sant, i va entrar a formar part d'organitzacions com el Moviment per la Sobirania dels 32 Comtats o l'Associació Irlandesa pel Benestar dels Presoners Republicans. Després del seu parlament durant el funeral de Joseph O'Connor, membre de l'IRA Autèntic assassinat, va ser acusada de donar suport a l'IRA Autèntic, acusacions que va ella va rebutjar.
El 17 de novembre de 2009 va ser detinguda amb relació a l'atemptat a una caserna de Massereene el març de 2009, en què dos soldats britànics van ser assassinats. L'any 2011 se la va acusar d'haver facilitat telèfons mòbils a l'escamot que havia perpetrat aquell atemptat.
El 15 de maig de 2011, va ser acusada d'encoratjar el suport a una organització il·legal, arràn del fet que Price va sostenir el comunicat que un militant encaputxat va llegir durant una manifestació per commemorar l'Alçament de Pasqua a Derry, i en el que s'amenaçava a oficials de policia. Per aquest fet, el secretari d'Estat d'Irlanda del Nord, Owen Paterson, va dictaminar que Price havia d'estar en presó preventiva. Price va ser l'única dona empresonada a la presó de Maghaberry, prop de Lisburn, des de maig de 2011 fins que va ser traslladada a l'ala hospitalària de la presó de Hydebank Wood el febrer de 2012. Degut als seus problemes de salut, el 30 de maig de 2013 Price va ser alliberada.